# اووکلند (تنسی)
اووکلند(به انگلیسی: Oakland) شهری در ایالت تنسی کشور ایالات متحده آمریکا است که جمعیت آن در سرشماری سال ۲۰۱۰ میلادی، ۶٬۶۲۳ نفر بوده‌است.